# Ель-Собранте (округ Ріверсайд, Каліфорнія)
Ель-Собранте (англ. El Sobrante) — переписна місцевість (CDP) в США, в окрузі Ріверсайд штату Каліфорнія. Населення — 14 039 осіб (2020).

## Географія
Ель-Собранте розташований за координатами 33°52′21″ пн. ш. 117°27′45″ зх. д. / 33.87250° пн. ш. 117.46250° зх. д. (33.872529, -117.462530).  За даними Бюро перепису населення США в 2010 році переписна місцевість мала площу 18,68 км², уся площа — суходіл.

## Демографія
Згідно з переписом 2010 року, у селищі мешкали 12 723 особи в 3679 домогосподарствах у складі 3240 родин. Густота населення становила 681 особа/км².  Було 3827 помешкань (205/км²).
Расовий склад населення:
| - 58,4 % — білих - 17,6 % — азіатів - 7,9 % — чорних або афроамериканців - 0,6 % — корінних американців - 0,3 % — вихідців з тихоокеанських островів - 10,3 % — осіб інших рас |

До двох чи більше рас належало 4,8 %. Частка іспаномовних становила 28,5 % від усіх жителів.
За віковим діапазоном населення розподілялося таким чином: 28,8 % — особи молодші 18 років, 64,6 % — особи у віці 18—64 років, 6,6 % — особи у віці 65 років та старші. Медіана віку мешканця становила 35,8 року. На 100 осіб жіночої статі у селищі припадало 96,4 чоловіків;  на 100 жінок у віці від 18 років та старших — 94,5 чоловіків також старших 18 років.
Середній дохід на одне домашнє господарство  становив 110 163 долари США (медіана — 99 361), а середній дохід на одну сім'ю — 112 438 доларів (медіана — 99 105). Медіана доходів становила 76 745 доларів для чоловіків та 50 729 доларів для жінок. За межею бідності перебувало 8,0 % осіб, у тому числі 4,6 % дітей у віці до 18 років та 0,0 % осіб у віці 65 років та старших.
Цивільне працевлаштоване населення становило 6615 осіб. Основні галузі зайнятості: освіта, охорона здоров'я та соціальна допомога — 29,6 %, виробництво — 14,9 %, роздрібна торгівля — 13,3 %.